# Mina Asami
Mina Asami (浅見美那 Asami Mina?) (Saitama, Japón; 2 de diciembre de 1958) es una actriz japonesa de series de televisión y Violencia Rosa.

## Vida y carrera
Mina se inició en un pequeño rol dentro en el film Boryoku Senshi (暴力戦士) de Teruo Ishii, lanzado en octubre de 1979 por la compañía Toei. Luego saltaría a la fama en seis películas de la serie Roman Porno de la compañía Nikkatsu durante los años 1983 y 1984. En 1983 Roman porno Erotic Confessions, interpretó a la hija de un granjero varada a causa de una inundación junto a viajeros hambrientos de sexo en esta película histórica de Shōgorō Nishimura ambientada en el Período Edo. En 1984 White Uniform Story: Molestation!, Asami interpretó a una enfermera brutalizada por un paciente psicótico. Según los críticos de cine Thomas y Yuko Weisser, ella "interpretó impecablemente a una virgen alegre con los ojos muy abiertos". En su última película para Nikkatsu, Mina protagonizó en el improbable College Girls' Dormitory vs Nurse School Students' Dormitory, que los Weissers llaman agradable pero "en última instancia muy tonto".
Pasando al cine convencional, M. Asami tuvo un pequeño papel en la comedia dramática de junio de 1986 The Shogunate's Harem (大奥十八景, Ōoku jūhakkei) y en ese mismo año tuvo en brevísimo rol en la serie Tokusatsu Super Sentai Chōshinsei Flashman. Pero mucha más notable fue su actuación en doble rol de los hermanos gemelos Princesa lal y Principe Igam en la también serie de televisión Tokusatsu Super Sentai Hikari Sentai Maskman, emitida en 51 episodios desde febrero de 1987 hasta febrero de 1988.

## Filmografía

### Nikkatsu
- Porn Star Applicants (Poruno Joyū Shigan, ポルノ女優志願), (abril de 1983) Kōyū Ohara
- Erotic Confessions (Iro zange, 色ざんげ), (junio de 1983), dirigido por Shōgorō Nishimura
- Female Prisoner: Cage (Joshū ori, 女囚　檻), (septiembre de 1983), dirigido por Masaru Konuma
- White Uniform Story: Molestation! ( Hakui monogatari Midasu!, 白衣物語　淫す！), (marzo de 1984), dirigido por Hidehirō Itō
- Jun Marumo's Slut Legend (Marumo Jun no Chijo Densetsu, 丸茂ジュンの痴女伝説), (junio de 1984), dirigido por Shōgorō Nishimura
- College Girls' Dormitory vs Nurse School Students' Dormitory (Joshidai-ryō vs kango gakuen-ryō, 女子大寮VS看護婦学園寮), (septiembre de 1984), dirigido por Nobuyuki Saitō

### TV Asahi
- Chōshinsei Flashman (marzo de 1986 a febrero de 1987): Sibert (シベール Shibēru?) (episodio 40)
- Hikari Sentai Maskman (febrero de 1987 a febrero de 1988): Principe Imperial Subterráneo Igam (地帝王子イガム Chiteiōshi Igamu?)/Princesa Ial (イアル姫 Iaru-hime?), dirigida por Takao Nagaishi